# Oospila mionophragma
Oospila mionophragma är en fjärilsart som beskrevs av Louis Beethoven Prout 1932. Oospila mionophragma ingår i släktet Oospila och familjen mätare. Inga underarter finns listade i Catalogue of Life.